# Madonna col Bambino benedicente e un francescano in adorazione

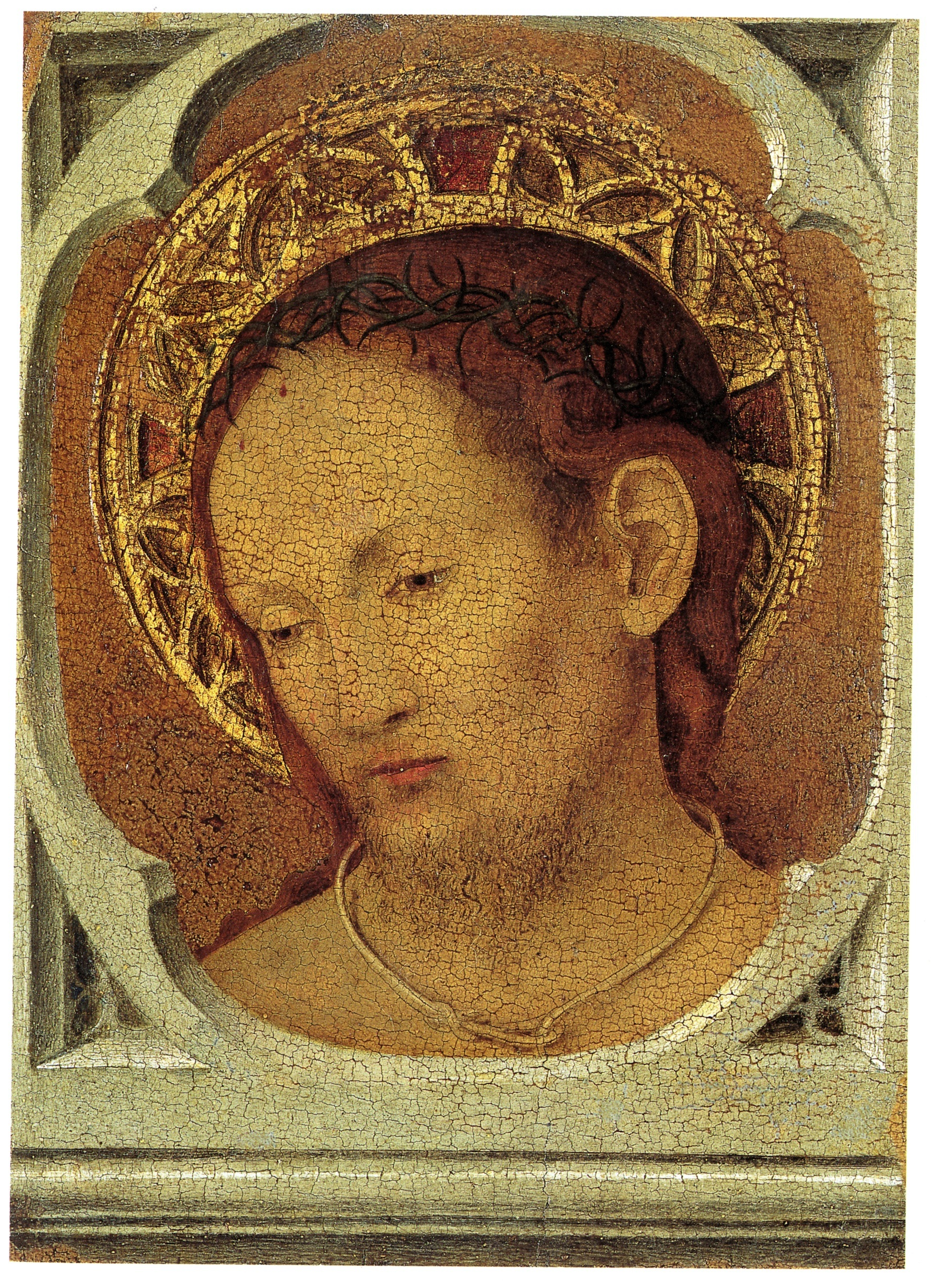
Cristo in pietà

La Madonna col Bambino benedicente e un francescano in adorazione, che ha sul verso un Cristo in pietà, è un dipinto tempera grassa su tavola (16x11,9 cm) di Antonello da Messina, databile al 1465-1470 e conservato nel Museo regionale di Messina.

## Storia
L'opera, riconosciuta come di Antonello solo nel 2003, faceva parte della collezione privata berlinese di Wilhelm Soldan dal 1930, e venne venduta, nel 2003 appunto, a un'asta di Christie's alla Regione Siciliana, che la destinò al museo messinese.
Si tratta certamente, viste le dimensioni, di un'opera creata per la devozione privata, probabilmente un'effigie destinata alla cella di un frate, come farebbe pensare l'iconografia. La datazione si basa su valutazioni stilistiche, che rimandano a poco prima del soggiorno dell'artista a Venezia (1474-1476), tra il 1465 e il 1474.

## Descrizione e stile
Il recto mostra la Vergine in piedi ritratta fino alla vita, con il Bambino in braccio che benedice un frate francescano inginocchiato a sinistra. Notevoli sono le affinità tra questa Madonna e il tipo della Madonna Salting nella National Gallery di Londra. In primo piano si trova una balaustra, derivata dall'esempio fiammingo, che suggerisce la profondità spaziale e dà volumetria alle figure. Spicca nella rappresentazione soprattutto il voluminoso panneggio del manto rosato della Vergine, su cui la luce si riflette con complesse varianti con pieghe che sembrano accartocciate nella carta.
Il verso mostra la testa di Cristo in pietà entro un traforo marmoreo illusionistico, di stile gotico-catalano, che pure rimanda all'esempio fiammingo. Questo lato della tavoletta è molto più consumato e ciò deriva, come fece notare Federico Zeri per un'altra tavoletta simile di Antonello conservata in una collezione privata newyorkese, dall'usanza di baciare l'effigie del Salvatore dopo la preghiera.
Su entrambi i lati le aureole sembrano dischi in legno traforato, come si ritrova anche in opere come l'Annunciazione di Siracusa e che deriva forse dall'esempio di Colantonio (San Francesco consegna la regola).